# Ricarte Soto
Luis Ricarte Soto Gallegos (Vicuña, Región de Coquimbo, 8 de mayo de 1952-Santiago de Chile, 20 de septiembre de 2013) fue un periodista chileno de radio y televisión.

## Biografía
Hijo del cineasta Helvio Soto y de Clara Gallegos, estudió en el Liceo José Victorino Lastarria, pero terminó el colegio en la Escuela Militar, donde estudió tres años.
Tras el golpe de Estado de 1973 emigró a París donde estaba exiliado su padre, y allí realizó sus estudios universitarios. En la capital francesa conoció a la periodista de origen argentino Cecilia Rovaretti, con quien se casó en 2003 y tuvo una hija, María Alcira (1991).
Fue militante del centro-izquierdista Partido por la Democracia (PPD) hasta 2010, cuando presentó su renuncia.

## Carrera profesional
Durante los años 1980 desarrolló su actividad periodística en Francia, trabajando en las radios Gilda y Solidarność, donde comentaba sobre política internacional, en especial sobre Latinoamérica y Chile. Luego fue contratado por Radio Francia Internacional (RFI), además de ser corresponsal en París de la Radio Cooperativa de Chile. También trabajó en la Comisión para la Cultura de las Naciones Unidas.
Tras el regreso de la democracia, volvió a Chile en marzo de 1991, y comenzó a trabajar en Radio Monumental, donde ocupó el cargo de director de prensa. Durante la década de los '90 se desarrolló como crítico de espectáculos, y fue editor y panelista del programa Puntos de Vista (1997) en La Red junto a Nicolás Vergara.
Tras participar como invitado en el estelar Con mucho cariño de TVN en octubre de 2002, comenzó a trabajar como panelista de farándula en el matinal Buenos días a todos, donde se mantuvo hasta su muerte. En 2007 también participó en el programa Me late de Zona Latina. Posteriormente participó en el programa de radio El Conquistador FM llamado 6PM Sentido Común (2012-2013), primero junto a Eduardo Fuentes y posteriormente con María Luisa Cordero y Sebastián Gajardo.
En 2012 realizó un cameo en la película de comedia Stefan v/s Kramer.

## Enfermedad y muerte

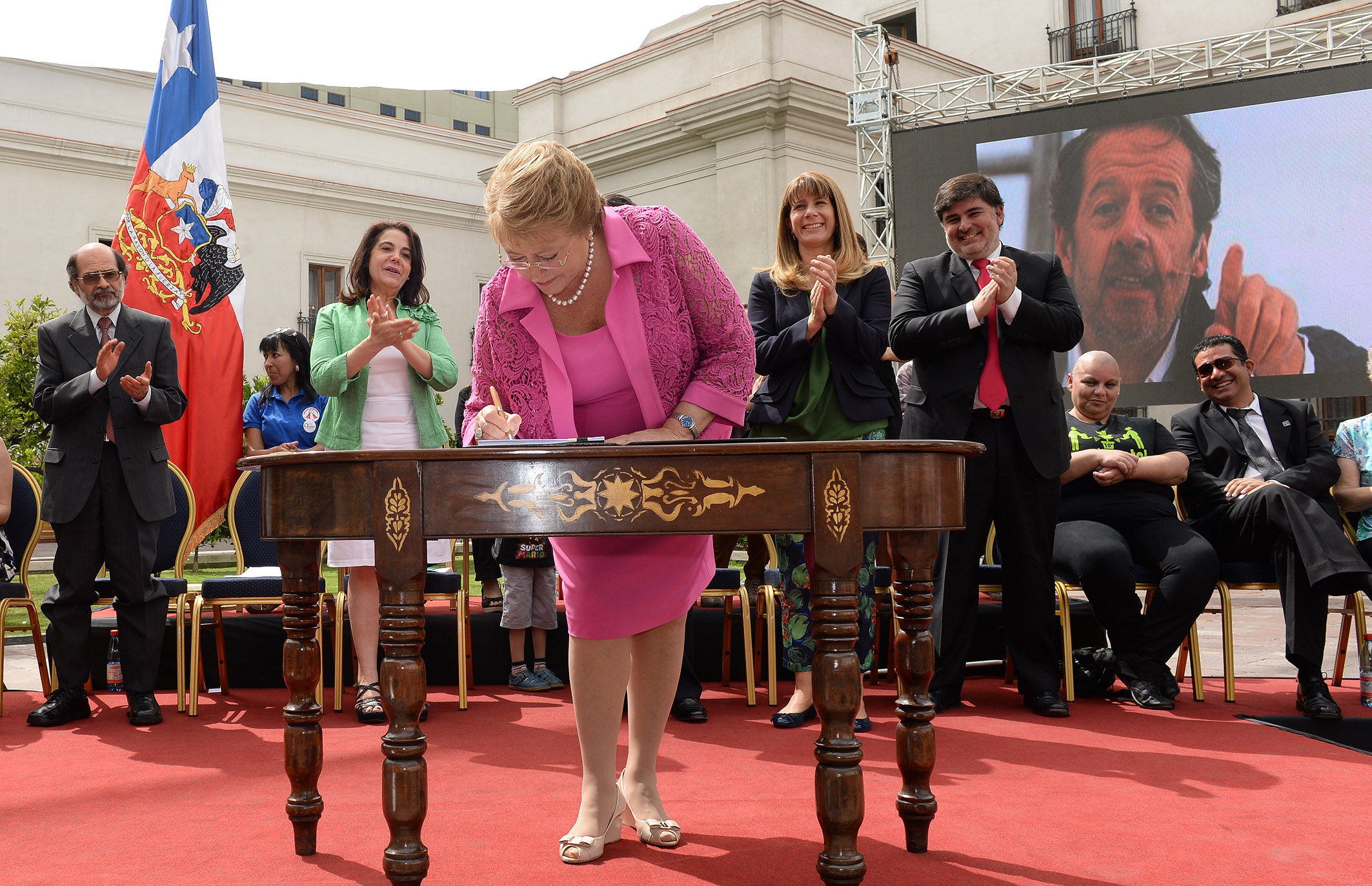
Michelle Bachelet firma el proyecto de ley que lleva el nombre de Ricarte Soto en enero de 2015.

En 2010 se le detectó cáncer al pulmón. En mayo de 2013 convocó a una «marcha por los enfermos», que buscaba expresar el descontento popular por el alto costo de los medicamentos y tratamientos médicos.
En respuesta a dicha manifestación, el ministro de Salud Jaime Mañalich anunció la creación de un «Fondo Nacional de Medicamentos». La propuesta no fue despachada durante el gobierno de Sebastián Piñera, y su sucesora, la presidenta Michelle Bachelet, anunció en su discurso del 21 de mayo de 2014 la creación del Fondo Nacional de Medicamentos de Alto Costo mediante una ley que llevaría el nombre de Ricarte Soto. Bachelet firmó dicho proyecto de ley el 9 de enero de 2015.
Falleció el 20 de septiembre de 2013, a los 61 años, en la Clínica Santa María de Santiago.
En diciembre de 2013 recibió de manera póstuma la Orden de la Cruz del Sur por el Gobierno de Chile, en reconocimiento a su labor social.